# Atopsyche tlaloc
Atopsyche tlaloc är en nattsländeart som beskrevs av Schmid 1989. Atopsyche tlaloc ingår i släktet Atopsyche och familjen Hydrobiosidae. Inga underarter finns listade i Catalogue of Life.